# Sara Franceschi
Sara Franceschi (* 1. Februar 1999 in Livorno) ist eine italienische Schwimmerin, die bis 2024 bei Weltmeisterschaften und bei Europameisterschaften jeweils eine Bronzemedaille auf der 50-Meter-Bahn und eine Silbermedaille auf der 25-Meter-Bahn gewann. Bei Mittelmeerspielen erschwamm sie zwei Goldmedaillen.

## Karriere
Die 1,78 Meter große Sara Franceschi schwamm für Nuota Livorno und wurde dann Profi. Ihre beiden Onkel Giovanni und Raffaele Franceschi waren in den 1980er Jahren Olympiateilnehmer im Schwimmen.

### Die Jahre bis 2021 mit zwei Olympiateilnahmen
Bei den im Rahmen der Europaspiele 2015 ausgetragenen Junioreneuropameisterschaften belegte Franceschi den fünften Platz über 400 Meter Lagen und den vierten Platz über 200 Meter Lagen. Bei den Juniorenweltmeisterschaften 2015 erreichte Franceschi nur mit den Freistilstaffeln das Finale.
Im Mai 2016 bei den Europameisterschaften in London war Franceschi die Elftschnellste im Halbfinale 
über 400 Meter Lagen. Über 200 Meter Lagen erreichte sie den Endlauf und wurde Vierte, lag aber eine Dreiviertelsekunde hinter der Drittplatzierten. Im Juni bei den Junioreneuropameisterschaften wurde Franceschi Zweite über 200 Meter Lagen und belegte sowohl über 400 Meter Lagen als auch mit der 4-mal-200-Meter-Freistilstaffel den vierten Rang. Im August bei den Olympischen Spielen in Rio de Janeiro schwamm Franceschi im Vorlauf über 400 Meter Lagen die 30. Zeit unter 33 Teilnehmerinnen. Über 200 Meter Lagen wurde sie 28. von 39. Starterinnen.
In den nächsten Jahren gelang Franceschi international nicht viel. Der 20. Platz in den Vorläufen über 200 Meter Lagen bei den Europameisterschaften 2018 in Glasgow war ihre einzige Platzierung bei internationalen Meisterschaften. 2019 schwamm sie bei der Universiade in Neapel die 14. Halbfinalzeit über 200 Meter Lagen. Ende 2019 wurde Franceschi italienische Meisterin über 200 Meter Lagen.
Im Frühjahr 2021 siegte Franceschi bei den italienischen Meisterschaften sowohl über 200 Meter als auch über 400 Meter Lagen. Im Mai 2021 fanden die Europameisterschaften in Budapest statt. Franceschi wurde Fünfte über 400 Meter Lagen und Vierte über 200 Meter Lagen. Bei den Olympischen Spielen in Tokio fehlten Franceschi über 400 Meter Lagen als Neunter der Vorläufer fast zwei Sekunden zum Finaleinzug. Über 200 Meter Lagen war sie 13. der Halbfinalläufe. Die Kurzbahneuropameisterschaften 2021 in Kasan wurden im November ausgetragen. Über 400 Meter Lagen schlug die Türkin Viktoriya Zeynep Güneş als Siegerin an, 0,02 Sekunden hinter ihr wurden die Serbin Anja Crevar und Sara Franceschi zeitgleich Zweite, die Viertplatzierte lag fast zwei Sekunden zurück. Über 200 Meter Lagen qualifizierte sich Franceschi für das Finale, trat dann aber nicht an.

### Die Jahre ab 2022
Anfang Juli 2022 bei den Mittelmeerspielen in Oran siegte Franceschi über 200 Meter und über 400 Meter Lagen. Über 200 Meter Lagen hatte sie dabei 0,07 Sekunden Vorsprung vor Viktoriya Zeynep Güneş, während die zweite Türkin Deniz Ertan als Dritte fast zwei Sekunden zurücklag. Über 400 Meter Lagen gewann Franceschi mit 0,11 Sekunden vor Deniz Ertan. Im August 2022 war Rom Austragungsort der Europameisterschaften. Über 400 Meter Lagen wurde Franceschi Vierte mit fast einer Sekunde Rückstand auf die drittplatzierte Britin Freya Colbert. Über 200 Meter Lagen siegte die Israelin Anastasia Gorbenko vor der Niederländerin Marrit Steenbergen, 0,24 Sekunden dahinter erkämpfte Franceschi die Bronzemedaille. Ende 2022 bei den Kurzbahnweltmeisterschaften in Melbourne belegte Franceschi den achten Platz über 200 Meter Lagen. Über 400 Meter Lagen wurde sie Zweite mit zwei Sekunden Rückstand auf Hali Flickinger aus den Vereinigten Staaten.
Bei den Weltmeisterschaften 2023 in Fukuoka erreichte Franceschi weder über 200 Meter Lagen noch mit der 4-mal-200-Meter-Freistilstaffel den Endlauf. Über 400 Meter Lagen wurde sie Sechste und war dabei hinter Colbert die zweitbeste Europäerin. Im Februar 2024 bei den Weltmeisterschaften in Doha verfehlte Franceschi über 200 Meter Lagen die Endlaufteilnahme als Neunte im Halbfinale um eine Zehntelsekunde. Über 400 Meter Lagen schwamm sie ins Finale und wurde Dritte hinter Freya Colbert und Anastasia Gorbenko. Bei den Olympischen Spielen in Paris schied Franceschi sowohl über 200 Meter Lagen als auch über 400 Meter Lagen im Vorlauf aus.